# أبرشانيون

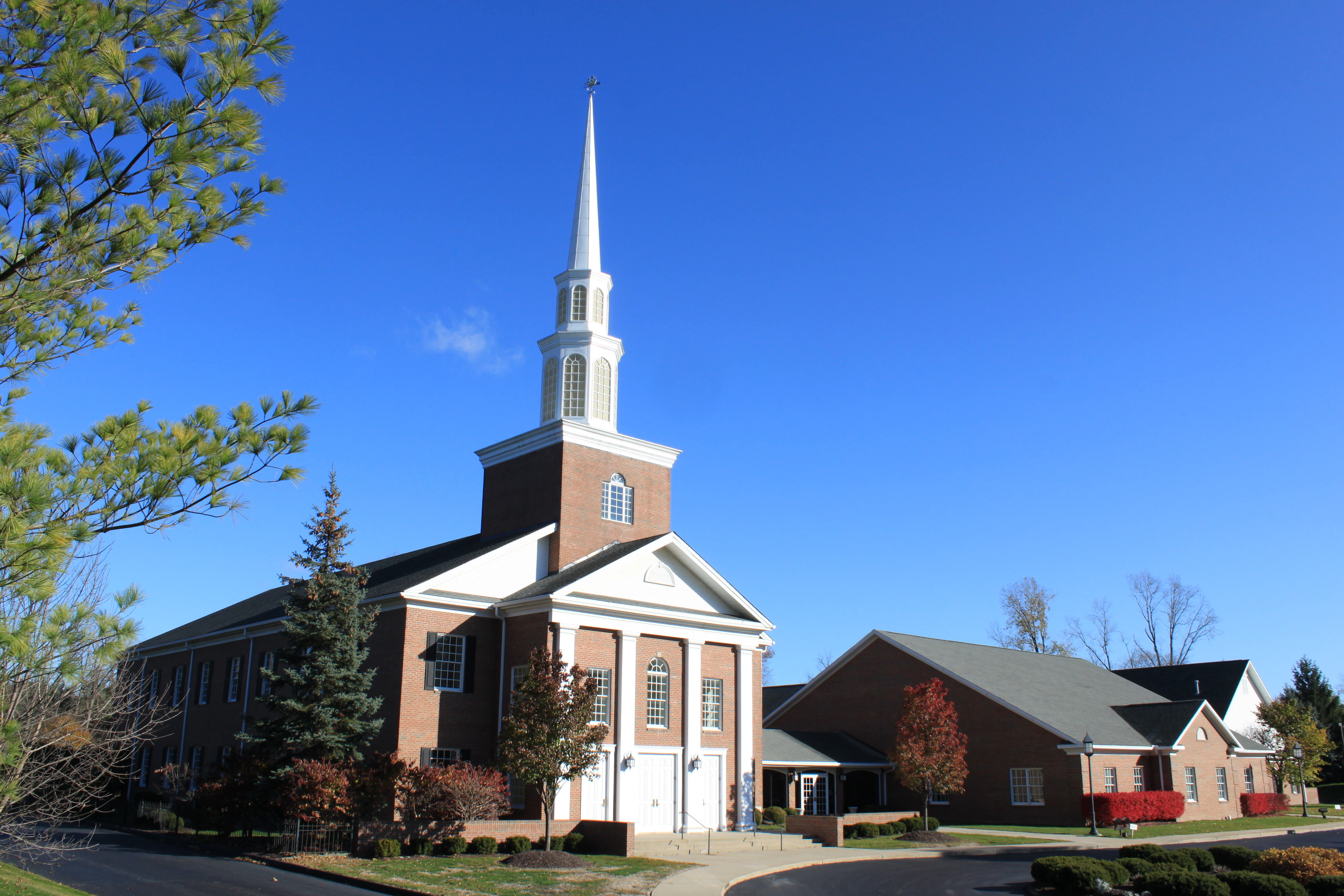
الكنيسة الجماعية الشمالية في فارمنجتون هيلز، ميشيغان، الولايات المتحدة

الأبرشانيون (بالإنجليزية: Congregationalists)‏ طائفة من فرقة البروتستانت المسيحية. يعتقدون أن لجميع المسيحيين مدخلاً مباشراً إلى الله من طريق المسيح. وأنهم، بناء على ذلك، متساوون. وهم ـ وبخلاف الفرق المسيحية الأخرى ـ يرفضون التحكم الخارجي من الأساقفة والمجالس ويقررون أنه يتعين على كل طائفة أن تتولى شؤونها بنفسها ويشمل ذلك اختيار الكهنة.
والكاهن عندهم هو المسؤول عن عبادات أفراد الطائفة وإدارة الطقوس المقدسة والتعاليم ورعاية الكنيسة، ولكن عليه أن يقوم بهذه الواجبات بالاشتراك مع كل أتباع الكنيسة، وقاعدتهم في ذلك أن أي عمل يقوم به الكاهن يمكن أن يقوم به عضو الكنيسة من غير أن يكون كاهناً.

## العقائد
في أمور الاعتقاد، يؤسس جماعة الأبرشانيين معتقداتهم على الإنجيل ولا يقبلون أي عقيدة مسيحية أخرى أو أي تصريح مذهبي آخر على أنه أمر ملزم.

## العبادات
في العبادات، يقوم الأبرشانيون بأعمال يسيرة من الصلوات العامة دون الطقوس الدينية الرسمية.
وتتكون الصلوات العامة لديهم أساساً من ابتهالات الناس وقراءاتهم من الإنجيل وتراتيلهم ومواعظهم، ويلتزمون بتعميد المولود والبالغ، وبالشعيرة المقدسة عندهم لما يسمى بالعشاء الرباني. وفي هذه الشعيرة يؤكدون عنصر المشاركة أكثر مما يؤكدون مظهر التضحية.

## نبذة تاريخية
نشأت الحركة الأبرشانية في شكلها الحالي في عهد ما يسمى بالإصلاح الديني في القرن السادس عشر الميلادي. وكان أول قادة الحركة الأبرشانية إنجليزياً، ومنهم روبرت براون وروبرت هاريسون وهنري تشرش. ولقد خالف الأبرشانيون طقوساً معينة في كنيسة إنجلترا، وخالفوا فكرة الكنيسة القومية ورغبوا في مزيد من الإصلاح الجذري.
ثم اضطهدتهم السلطات، فهاجر بعضهم إلى البر الرئيسي لأوروبا. ثم في عام 1620م، أبحر آخرون إلى أمريكا الشمالية على سفينة مايفلاور. ثم استقر عدد أكبر من الأبرشانيين في أمريكا الشمالية وعملوا على إنشاء حكومة تكون فيها الدولة والكنيسة شيئاً واحداً. للمبادئ الأبرشانية أثر استمر طويلاً على الحياة الدينية والثقافية في الولايات المتحدة الأمريكية. فقد قاموا هناك بتأسيس جامعة هارفارد في عام 1636م وجامعة ييل في عام1701م.
وكان لهم قوة سياسية أثناء ظهور رابطة الشعوب البريطانية (الكومنولث) وظهور نظام الوصاية في الحكم في إنجلترا في الفترة من 1649حتى 1659م. وحين عادت الملكية في عام 1660م، اضطُهدوا مرة أخرى. وبعد زمن طويل، سُمِحَ لهم بحرية العبادة بموجب صك التسامح الديني الصادر في عام 1689م.
لقد منع الأبرشانيون من معظم الجامعات البريطانية ومن بعض الوظائف المدنية حتى عام 1828م، وذلك بسبب معتقداتهم الدينية.
في عام 1795م، قام الأبرشانيّون بتأسيس جمعية لندن التنصيرية التي ظلت الجمعية التنصيرية الرئيسية للحركة الأبرشية حتى عام 1964م، حينما اتحدت جميع الجمعيات الأبرشانية التنصيرية.
ثم بعد ذلك اندمجت الكنائس الأبرشانية في جميع أنحاء العالم، وفي كثير من البلدان، مع طوائف مماثلة لتكوّن كنائس متحدة.